# Francesco Calabrò
Francesco Calabrò Anzalone (Reggio Calabria, 28 ottobre 1776 – Reggio Calabria, 6 febbraio 1859) è stato un medico e patriota italiano,  autore dei primi studi sull'essenza di bergamotto e attento indagatore delle sue proprietà curative.

## Biografia

### Adolescenza: educazione, studi e desideri
Oltre che «di una profonda istruzione pratica e teorica nelle molteplici branche dell'arte da lui professata, era fornito di tante virtù morali e civili».
È il settimo e ultimo figlio di una famiglia in vista nel panorama reggino del tempo: il suo nome infatti deriva da quelle del Governatore di Reggio Calabria Principe Francesco Pignatelli che lo battezzò. Grazie all'educazione fondamentalmente cristiana che gli viene impartita in famiglia il giovane Francesco cresce con una particolare sensibilità alla percezione dei bisogni fondamentali degli individui e della società. Saranno due le ambizioni che caratterizzeranno la vita del Calabrò: curare le sofferenze degli ammalati e impegnarsi attivamente per alleviare i dolori della società reggina ancora legata al feudalesimo. Inizia i suoi studi manifestando un carattere dolce e una particolare inclinazione per lo studio delle scienze e della medicina», sicuro che non lascerà mai la sua città. Nel febbraio del 1783 però un terribile terremoto rade al suolo Reggio segnando profondamente il carattere di Francesco: “il terremoto fu il primo di numerosi eventi tragici di cui sarà testimone”. Segue un difficile periodo di ricostruzione costellato da controversie politiche e aspre lotte sociali che segnano radicalmente il carattere dei cittadini ormai sempre più disincantato di fronte alle speranze future. Al contrario degli anziani, rassegnati ormai ad un presente di patimenti, i giovani sono animati da aspirazioni liberali. Queste, spesso marcatamente rivoluzionarie, li portano ad emigrare verso Napoli, capitale del regno e centro della cultura illuministica. A Napoli infatti erano sempre più numerosi i licei, le università di prestigio e le scuole militari. “Questa emigrazione intellettuale da una parte priva la nostra terra delle giovani intelligenze, dall'altra crea nella capitale un fermento giovanile. Struttura importante nella Napoli di metà Settecento è l'Ospedale degli Incurabili che oltre ad ospitare 1300 posti letto prevedeva la presenza anche delle "cliniche universitarie di medicina e chirurgia più prestigiose"; accedervi diventa l'obiettivo principale di Francesco Calabrò che ormai desidera diventare un medico.

### Maturità e rivoluzione
Per accedere all'ospedale le norme sono parecchio severe: “età minima di diciotto anni, il superamento di un corso di filosofia e di un esame in latino”. Francesco Calabrò riesce a superare l'esame “brillantemente traducendo con estrema sicurezza un'orazione di Cicerone”. Può così avviarsi agli studi in medicina come praticante presso l'Ospedale degli Incurabili. Ben presto riesce a farsi spazio nel “più bel paese dell'universo abitato dalla specie umana più abbruttita”. Diventa il preferito dal rettore per la sua “preparazione, per il suo zelo e serietà”. Ma la situazione politica napoletana degenera sempre di più fino a terminare con la fuga del re Ferdinando IV e della regina Maria Carolina a Palermo che provoca nella città una tremenda anarchia. Persino l'ospedale nel quale studia Francesco è preso di mira dalle scorribande dei Lazzari(“Li chiamano lazzarelli, non hanno case, non fanno niente”) e molto sono costretti ad abbandonarlo. Tra questi c'è anche Calabrò. Il richiamo dei malati e di tutti coloro che al suo ospedale avevano bisogno di lui è però insostenibile. Perciò decide di riprendere il suo posto accanto a loro. Si arruola nella Guardia nazionale e in seguito si trasferisce nella fortezza delle Legione Calabra. Mantiene ugualmente i suoi contatti con l'Ospedale degli Incurabili dove egli continua i suoi studi la sua assistenza aigli infermi. Nasce nel 1799 la Repubblica Napoletana, ma le scorribande dei Lazzari non cessano. Questi avvenimenti rabbuiarono l'animo del giovane Francesco che non smise però di prodigarsi per l'assistenza dei feriti e per la ricerca medica. La guerra sembra però più forte dei nobili ideali del Calabrò. Quest'ultimo infatti viene stipato in una barca di esuli, in attesa dell'esilio in Francia poi commutato in anni di prigione e dure vessazioni. “Il 14 dicembre del 1799 ha inizio il lungo viaggio verso un destino ignoto, in Francia, che promette solo stenti, umiliazioni, sacrifici”.

### Esilio e laurea
La Francia dell'Ottocento è aperta all'accoglienza dei perseguitati politici e degli uomini di cultura e per dare maggior lustro al paese li sostiene con sussidi finanziari e protezione. A Marsiglia incontra un medico cosentino, Il Dott. Giuseppe Greco, che gli affida un suo ricco paziente affetto da febbre petecchiale. Contrarrà anch'egli questo genere di malattia. Quest'esperienza gli consentirà di sviluppare numerose deduzione sulla febbre petecchiale che compendierà nel volume “Cenno istorico-medico di Febbre petecchiale nel 1830 in Reggio”. Inizia ad inserirsi nella società francese diventando ufficiale di salute prima a Lione poi a Montpellier dove continua a frequentare la sua prestigiosa università e “sfrutta tutte le occasioni per perfezionare i suoi studi facendosi apprezzare per la sua indole e per la sua indomabile volontà”. Dopo il trattato di pace di Firenze del 1801 ritorna a Pavia dove ricomincia i suoi studi in Medicina interrotti a Napoli. Nell'università ha ancora la possibilità di mettersi di fronte alla febbre petecchiale che proprio in quel periodo si diffonde con esplosioni epidemiche. A Pavia ha la possibilità di accorgersi che “Anche gli uomini grandi non vanno esenti dalle illusioni e più sono grandi altrettanto più funeste sono le conseguenze dei loro traviamenti” poiché scrive "Io ebbi l'occasione nell'ospedale di Pavia di essere testimone de' diversi metodi adottati per la medela della petecchia. Un celebre e letterato medico trattava i suoi malati col metodo Brownianno, allora tuttavia disgraziatamente in vigore". Trasferitosi a Genova (città legata commercialmente a Reggio) per chiedere sostentamenti economici ai familiari consegue la laurea in Filosofia e Medicina nel 1802 discutendo la tesi “Della balsamica virtù dell'essenza di bergamotto nelle ferite” e a Salerno ottiene dal Collegio Medico il “privilegio dottorale”: l'idoneità professionale di quel tempo.

### Ritorno in Calabria e primi studi sul bergamotto

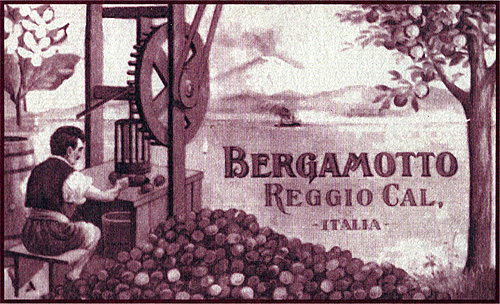
Etichetta Bergamotto.

Tornato a Reggio Calabria nel 1805 sposa Maria Surace che muore poco dopo e alla quale Francesco rimarrà fedele per tutta la vita. Orientato a curare lo spirito insieme all'anima (“Dei poveretti gli ebbe assidua cura, sapea dell'egro raddolcir le pene") con incrollabile fede inizia ad impegnarsi su più fronti: è medico maggiore all'ospedale militare, medico dell'Orfanotrofio, medico del Comitato provinciale di Vaccinazione; è infatti Francesco Calabrò a portare a Reggio la vaccinazione jenneriana, fu uno dei primi a parlare di medicina “preservativa” interessandosi non solo alle malattie in sé, ma anche ai loro rapporti con gli agenti esterni. Egli infatti scriveva: “Converrebbe che ogni buon medico dopo apprese le sode istituzioni studiasse l'influenza degli agenti naturali imponderabili sulla fibra viva". Inoltre “è medico di famiglia che cura con affetto i suoi pazienti da medico e da amico, in particolare i poveri e i diseredati che assiste gratuitamente”. Non rinuncia al ruolo politico che la sua fama tanto che di lui si scrive: “...era fornito il Calabrò di tante virtù morali e civili che solo non seppe apprezzarlo chi non ebbe la ventura di poterglisi avvicinare e praticarlo”. Egli infine “segue e incoraggia l'impegno e lo sviluppo della Società per la modernizzazione dell'industria e dell'agricoltura” con quella che Achille Canale definiva “la franca parola che al buon fu sprone e al malvagio il freno". Francesco cura con attenzione lo studio del bergamotto, notando che le lavoratrici impegnate al taglio e alla spremitura del bergamotto si provocavano spesse volte delle ferite da taglio che rimarginavano però velocemente e senza il necessario intervento del medico.

### Batteri e problemi psicosomatici
Principalmente gli studi sulla febbre petecchiale gli permettono di porsi nuove domande addirittura rivoluzionare per quel tempo sul carattere infettivologico dell'epidemia: “D'onde l'origine, d'onde la comunicazione?”. Ecco quindi che il nostro Calabrò si inserisce in una discussione pregnante di quel periodo: quella che vedeva contrapporsi gli aristotelici che ammettevano la generazione spontanea e coloro che invece credevano fermamente nelle biogenesi. Egli è convinto che ogni essere vivente abbia origine da un altro essere vivente e che l'origine dell'infezione è da ricercarsi “negli animaletti per cagione effettrice de' contagi in generale”. Un'altra importante intuizione è il credere che “le passioni tristi dell'animo dispongono l'organismo animale all'impressione de' contagi”: “un meccanismo inutito che soltanto oggi è in parte dimostrato con l'influenza del sistema nervoso-ormonale sul sistema immunitario ”. Una delle ultime battaglie intraprese dal Calabrò è quella contro i danni causati dall'alcool e l'abuso di “spirito di anisi” ormai pienamente diffuso in America. Muore infine nel 1859 a ottantadue anni. La sua morte fu seguita da un commovente rito funebre nel quale don Lorenzo Lofaro “ricorda i tratti salienti di Francesco Calabrò Anzalone in una orazione che trova l'approvazione commossa di tutta la città”. “Fu un uomo tanto dotto e generoso quanto umile, sopportò con grande dignità i rovesci della vita e seppe reagire con religiosa determinazione; amò il bene pubblico e si dedicò a dare sollievo ai bisognosi”.

## Opere

### Della balsamica virtù dell'essenza di bergamotto nelle ferite
L'opera si apre con un'accorata dedica al dottore Sig. D. Gaetano Palloni. Egli scrive al dedicatario: “Non pei vostri rari talenti, non pelle vostre estese cognizioni nelle Fisiche Scienze che tra la moltitudine de' Fisici vi particolarizzano abbastanza, non pella vostra sana filosofia che tra i pochi nomini grandi vi ha destinato luogo distinto, ma per quell'Amicizia di cui mi avete onorato", e soprattutto egli ci informa esplicitamente anche sul motivo dei suoi studi: “per lo vantaggio dell'umanità,…, perché interessa all'umanità, interessa agli infelici.” La sua dissertazione sulla balsamica virtù dell'essenza di bergamotta sulle ferite incomincia con una riflessione filosofica sul Caso. Egli afferma che al Caso siamo debitori delle più celebri scoperte citando anche alcuni esempi: l'inoculaziolazione del vaiolo, la scoperta dell'elettricità animale e infine anche la sua scoperta illuminata dall'osservazione attenta “della pronta guarigione, che succedeva alla ferite de' giardinieri per accidente spesso cagionate dal coltello affilato a rasojo, che adopravano nel taglio delle scorze della Bergamotta". Segue un'attenta descrizione dei limiti della chirurgia d'allora ancora legata alla Vis medicatrix naturae: “la guarigione dalla sola Natura in buona parte si eseguisce, mentre l'arte non fa che riunire e fissare gli orli della ferita colle cuciture.”. È interessante anche osservare che idea si avesse allora delle piastrine: una glutinosa materia che “i vasi divisi trasudano”. Poi Francesco Calabrò passa a descriverci il metoto di cura facendoci notare quanto l'influenza di Ippocrate fosse ancora forte per quanto riguarda l'igiene e l'importanza dei temperamenti e quanto ancora nella medicina dell'800 uno dei parametri indicanti l'utilità della terapia fosse la mancanza di dolore: “Prima di tutto si spremerà la ferita, si farà quindi gocciolare dell'essenza sulla ferita e il tutto si fermerà con adatta fasciatura. La fasciatura farà d'uopo che si sciogliesse ogni giorno. Tre medicature alcune volte di più altre volte di meno a seconda dei temperamenti basteranno a perfezionare la cura, ciò che verrà indicato dalla mancanza di dolore". Prima di concludere passa in rassegna alcune “tra le cento e mille osservazionni”, quelle che gli sembrano “pervenute da persone degne di tutta fede. Dimostra quanto la medicina sia ancora un'arte bastata sull'osservazione e descrizione dei fenomeni, ma ancora poco adatta all'intervento risolutivo. Quello che sembra più interessante da citare è ciò che accadde al sacerdote Sig. D. Antonio Auteri:” di notte ritornando a casa dalla vicina campagna andò con forza ad urtare con la faccia della gamba contra un legno. Il colpo fu strepitoso, che gli cagionò una ferita lacerata e lunga cinque dita traversi con grande effusione di sangue. Il paziente arrivato a casa medicò la ferita con l'essenza e tra lo spazio corto di due giorni restò perfettamente guarito". L'opera si conclude con l'esposizione dei motivi che rendono l'utilizzo dell'“essenza” necessario agli umani vantaggi e con una violenta invettiva contro l'immoralità dilagante in ambito medico. Tra in vantaggi si annovera principalmente la capacità di mantenere pressoché inalterate le proprietà balsamiche nonostante l'evaporazione della soluzione nella quale sono discolte o il “cambiamento delle Stagioni” e che “ogni misero uomo con tre carlini può fare l'acquisto di tanta essenza da essergli bastante per la cura di molte ferite". Per quanto riguarda “l'immorale Chirurgo" egli critica la sua tendenza a celebrare medicamenti poco utili soltanto per una “vergognosa ingordigia”.